# 배타

## 같이 보기
- 베타